# Johanna Dahm

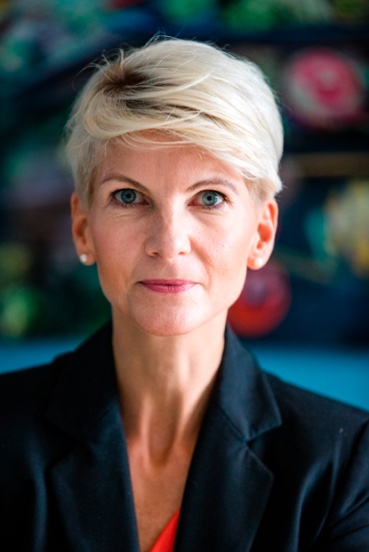
Johanna Dahm (2021)

Johanna Dahm (* 16. September 1974) ist eine deutsche Autorin und Unternehmerin.

## Leben
Dahm wuchs in Nordrhein-Westfalen auf und studierte Kultur-, Kommunikationswissenschaften und Wirtschaftsphilosophie in Heidelberg, Florenz und Köln. Sie promovierte über den Historiker Carl Einstein im Jahr 2002 an der Universität zu Köln. Im Rahmen ihrer Promotion war sie von 2000 bis 2002 Assistentin an der Universität zu Köln am Zentrum für Moderne Forschung. Sie war außerdem Dozentin an der Hochschule Fresenius.
Dahm gründete während ihrer Promotion im Jahr 2001 ihr erstes Unternehmen. 2006 verkaufte sie dieses Unternehmen und arbeitete bis 2008 für eine Unternehmens- und Strategieberatung in Düsseldorf und Zürich. 2008 wechselte sie zu einem Pharmaunternehmen. 2015 verließ Dahm diese Stelle und gründete ein eigenes Beratungsunternehmen mit dem Schwerpunkt der Entscheidungsfindung.
Sie veröffentlichte zudem Artikel in Magazinen und Onlineplattformen. Dahm lebt und arbeitet in Frankfurt am Main.

## Veröffentlichungen
- 2003: Der Blick des Hermaphroditen: Carl Einstein und die Kunst des 20. Jahrhunderts, Königshausen & Neumann, ISBN 978-3-8260-2647-8
- 2005: Schlüsselkompetenzen der Zukunft – was im Berufsleben zählt, Volk Verlag, ISBN 978-3-937200-17-0
- 2006: Career Lounge – Karriereplanung mit Köpfchen, Volk Verlag, ISBN 978-3-937200-25-5
- 2021: Die Entscheidungs-Matrix: Besser fühlen – klar denken – erfolgreich entscheiden, Springer Verlag, ISBN 978-3-662-62374-9
- 2022: Atlas der Entscheider 1. Worst-Case-Scenarien – der sicherste Weg, um zu entscheiden. Warum es mir am Herzen liegt, Sie zum besseren Entscheiden zu ermutigen. S. 209–2016. Hrsg. von Dr. Johanna Dahm und Heiko Stahnke. Münster 2022, ISBN 978-3-949869-50-1[7]
- 2023: Atlas der Entscheider 2. Von der Entscheidung zum Erfolg. Hrsg. von Dr. Johanna Dahm, Heiko Stahnke und Kati Sharp. Dahm, Johanna und Stahnke, Heiko: Purity Eats Chaos for Breakfast. S. 243–248. Münster 2023, ISBN 978-3-949869-70-9[8]
- 2023: Atlas der Entscheider 3. Entscheiden wie die Profis – Dynamik, Komplexität und Stress meistern. Hrsg. von Dr. Johanna Dahm, Dr. Carola Briese und Heiko Stahnke. Münster 2023, ISBN 978-3-949869-75-4[9] Dahm, Johanna: Ein Buch, Kind seiner Zeit. Oder: Wir fragen, die KI antwortet. S. 260–267
- 2023: Zukunftssicherung. Impulse für Wege in eine stabile und positive Zukunft. Hrsg. Gabal eV, Jünger Medien + Burckhardthaus-Laetare, S. 22–22. ISBN 978-3-7664-9975-2[10]